# Les Saisons de l'amour
Pour plus de détails, voir Fiche technique et Distribution.
Les Saisons de l'amour (Il tempo dell'amore) est un film italien réalisé par Giacomo Campiotti, sorti en 1999.

## Synopsis
Fin du XIXe siècle en Afrique, Martha, une Anglaise, cherche à rejoindre son frère et rencontre Peter, un soldat qui lui sauve la vie.

## Fiche technique
- Titre : Les Saisons de l'amour
- Titre original : Il tempo dell'amore
- Réalisation : Giacomo Campiotti
- Scénario : Alexandre Adabachyan et Giacomo Campiotti
- Musique : Giuseppe D'Onghia
- Photographie : Blasco Giurato
- Montage : Roberto Missiroli
- Production : Judy Counihan, Cédomir Kolar et Leo Pescarolo
- Société de production : 3 Emme Cinematografica, Hungry Eye et Noé Productions
- Pays de production :  Italie et  France
- Genre : drame, romance et historique
- Durée : 108 minutes
- Dates de sortie : 
  - Suisse : 8 août 1999 (festival international du film de Locarno)
  - Italie : 18 février 2000
  - France : 20 décembre 2000

## Distribution
- Ciarán Hinds : Peter
- Juliet Aubrey : Martha
- Natacha Régnier : Claire
- Natalia Piatti : Naty
- Ignazio Oliva : Gabriel
- Sabine Bail : Mlle. Gillei
- Caroline Carver : Anne
- Harrine Cederholm : Anne
- Tam Williams : Thomas
- Giuseppe Faraso : Giuseppe

## Distinctions
Le film a été présenté en sélection officielle en compétition au festival international du film de Locarno et a reçu le prix Tournage au festival du film d'Avignon dans la section européenne.